# Marek Moś
Marek Moś (ur. 3 grudnia 1956 w Piekarach Śląskich) – polski dyrygent, skrzypek i kameralista, dyrektor artystyczny orkiestry kameralnej AUKSO i festiwalu Letnia Filharmonia AUKSO.

## Życiorys

### Kariera
Kształcił się w Bytomiu i Katowicach pod kierunkiem Kazimierza Dębickiego i Andrzeja Grabca. Był założycielem i wieloletnim primariusem Kwartetu Śląskiego. Z kwartetem tym występował na wielu estradach świata i dokonał ok. 30 prawykonań utworów polskich i obcych, z których część jest dedykowana zespołowi.
Ma w swoim dorobku wiele nagrań archiwalnych dla Polskiego Radia i Telewizji, a także dla firm fonograficznych (m.in. CD Accord, Olympia). Jest laureatem nagród artystycznych i państwowych, m.in. Konkursu Muzyki Współczesnej w Krakowie (1979), Międzynarodowej Trybuny Kompozytorów UNESCO w Paryżu (1984, 1988) i Nagrody Związku Kompozytorów Polskich (1994, 2005). W 2005 roku otrzymał Srebrny Medal „Zasłużony Kulturze Gloria Artis” i Doroczną Nagrodę Związku Kompozytorów Polskich, a w 2014 roku nagrodę Stowarzyszenia Autorów ZAiKS za propagowanie polskiej muzyki współczesnej oraz Medal Roku Lutosławskiego za wybitny wkład w upowszechnienie muzyki i wiedzy o kompozytorze. W 2009 roku nadano mu tytuł Honorowego Obywatela Miasta Tychy.
Obecnie obok wielkiej aktywności koncertowej i nagraniowej wykłada również w Akademii Muzycznej im. Karola Szymanowskiego w Katowicach. Od 2008 roku jest członkiem jury Nagrody Mediów Publicznych w dziedzinie współczesnej muzyki poważnej OPUS.

### Życie prywatne
Z żoną Joanną ma dwoje dzieci: Katarzynę (ur. 1987) i Mateusza (ur. 1989), którzy również zajmują się muzyką.